# Транспозиція органів
Транспозиція внутрішніх органів (лат. situs inversus) (також називається дзеркальним [протилежним] розташуванням внутрішніх органів) — рідкісний варіант біологічної аномалії, в якому основні внутрішні органи мають дзеркальне розташування в порівнянні зі звичайним нормальним розташуванням: верхівка серця спрямована вправо (тобто серце знаходиться з правого боку), печінка розташована зліва, шлунок — праворуч. Звичайне нормальне розташування органів латинською мовою називається situs solitus. У поодиноких випадках зустрічається невизначене розташування внутрішніх органів, яке називається гетеротаксія, або situs ambiguous (біологічна нормальність гетеротаксії [на відміну від situs solitus і situs inversus ] вже спірна).
Транспозиція буває :
- повна (тотальна) — дзеркально розташовані всі органи;
- часткова — дзеркально розташовуються лише один або кілька органів (зустрічається частіше за повну транспозицію).

## Термін
Термін situs inversus — коротка форма латинської фрази " situs inversus viscerum ", у значенні «перевернуте розташування внутрішніх органів». Декстрокардія (англ. Dextrocardia) — стан, при якому верхівка серця спрямована вправо, вперше був описаний Марко Северино (англ. Marco Severino) у 1643 році. Проте стан situs invertus був вперше описаний століття потому Мет'ю Бейлі (англ. Matthew Baillie).
Поширення транспозиції внутрішніх органів варіюється в різних групах населення Землі, але зустрічається не частіше ніж у 1 людини на 10 тис. населення.

## Анатомічна будова
Даний анатомічний стан стосується всіх основних органів в межах грудної клітки та живота. Взагалі, органи просто розташовані в дзеркальному відображенні. Серце розташоване по середині грудної клітки, зі зміщенням у ліву сторону грудної клітки, шлунок і селезінка з правого боку живота, а печінка і жовчний міхур ліворуч. Тричастковою (лат. trilobed) є ліва легеня, двочастковою (лат. bilobed) — права легеня. Кровоносні судини, нерви, лімфатичні судини та кишка також розташовані дзеркально.
Якщо серце розташоване в правій частині грудної клітки, такий стан називається транспозицією внутрішніх органів з декстрокардією (англ. dextrocardia), або situs inversus totalis. Якщо при транспозиції серце залишається в лівому боці грудної клітки, що зустрічається набагато рідше (1 з 22 тис. випадків situs inversus), такий стан називається транспозицією внутрішніх органів з левокардією (англ. levocardia), або situs inversus incompletus. Транспозиція внутрішніх органів з левокардією, або декстрокардія без транспозиції вже є вродженим дефектом, причому досить небезпечним, тоді як транспозиція внутрішніх органів з декстрокардією біологічно все ж таки нормальна.
За відсутності вроджених вад серця люди з транспозицією внутрішніх органів можуть вести нормальний спосіб життя без будь-яких ускладнень, пов'язаних з їхнім медичним станом. У 5-10 % випадків у людей, які мають situs inversus totalis, зустрічаються вади серця, виражені в неправильному розташуванні великих серцевих судин. При транспозиції внутрішніх органів із левокардією вади серця спостерігаються у 95 % випадків. Виявлення названих дефектів є результатом неповної генетичної сумісності людей з situs inversus totalis з людьми зі звичайним розташуванням внутрішніх органів. Тобто якщо, наприклад, людина з situs inversus totalis одружується з людиною протилежної статі зі звичайним розташуванням органів, то наречені ризикують народити дітей з названими дефектами.
Декстрокардія зустрічається у деяких людей із синдромом Патау (трисомія по 13-й хромосомі), тоді як інші органи розташовані звичайним чином.
Багато людей з транспозицією внутрішніх органів не усвідомлюють свою незвичайну анатомію, доки не зіткнуться з медичним обстеженням через не пов'язані з транспозицією причини. Дзеркальне розташування органів може призвести до невеликого замішання, так як більшість ознак і симптомів будуть на «неправильній» стороні. Наприклад, якщо у людини з транспозицією розвинеться апендицит, то вона буде скаржитися на біль у лівому боці нижньої частини черевної порожнини, оскільки саме в цьому місці у неї і знаходиться апендикс. Отже, у разі виникнення захворювання знання того, що людина має транспозицію внутрішніх органів, може прискорити встановлення правильного діагнозу.
Транспозиція також ускладнює операції з трансплантації внутрішніх органів, оскільки донором фактично напевно буде людина зі звичайним розташуванням внутрішніх органів (situs solitus). Оскільки серце та печінка не симетричні, виникають геометричні проблеми при поміщенні органа в порожнину, сформовану у дзеркальному відображенні. Наприклад, людина з транспозицією, яка потребує пересадки серця, потребує пересадки всіх кровоносних судин донорського серця. Однак орієнтація цих судин у людини з транспозицією повністю протилежна по відношенню до такої у людини з situs solitus і вимагає послідовних кроків до приєднання кровоносних судин належним чином.

## Синдром Картагенера
У приблизно 25 % людей із situs inversus основним діагнозом є "первинна циліарна дискінезія " (ПЦД). ПЦД — дисфункція війок, яка проявляється під час ембріональної фази розвитку (ембріогенезу). Нормально функціонуючі війки визначають розташування внутрішніх органів у процесі раннього ембріонального розвитку, отже, люди з ПЦД мають 50 % шанс на розвиток у них транспозиції внутрішніх органів. Приблизно у половини хворих на ПЦД спостерігається синдром Картагенера, який характеризується тріадою ознак: транспозицією внутрішніх органів, хронічним синуситом та бронхоектазами. Війки також відповідальні за потік слизу у легенях, внаслідок чого порушується очищення дихальних шляхів від бактерій. Чоловіки з діагнозом ПЦД зазвичай страждають на безпліддя, оскільки функція війок, що є джгутиками сперматозоїдів та відповідають за їхню рухливість, є також порушеною.
Проте транспозицію внутрішніх органів, викликану синдромом Картагенера, не слід плутати з природною транспозицією органів, яка є рідкісним варіантом нормальної анатомії людини.

## Транспозиція внутрішніх органів у тварин

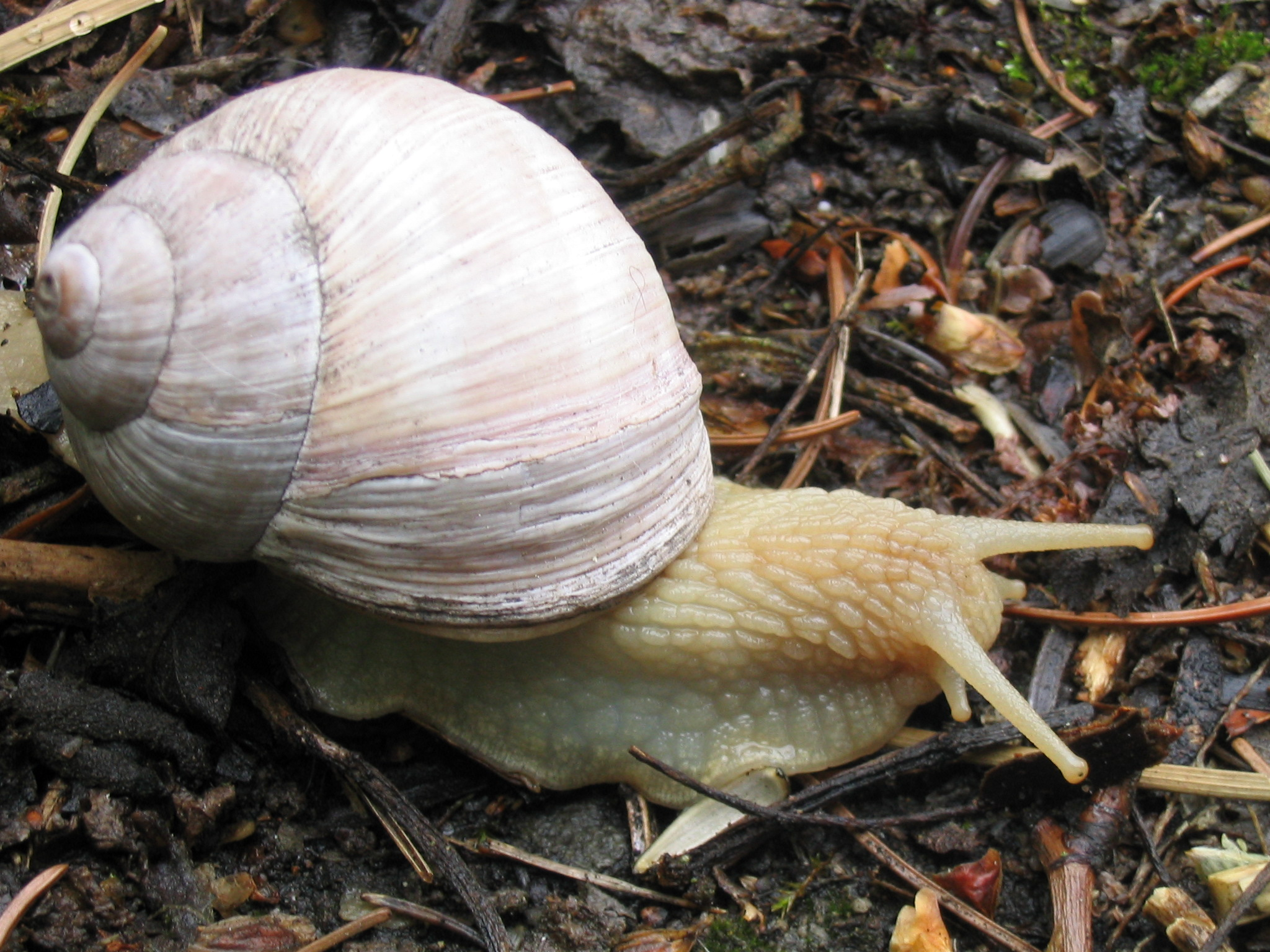
Виноградний равлик (Helix pomatia) із звичайною (правозакрученою) раковиною

Більшість черевоногих молюсків, у тому числі виноградні равлики, зазвичай мають правозакручену раковину. Частота виноградних равликів з «лівою» раковиною оцінюється приблизно як 1:10 000-1:1 000 000. Серце, дихальні та статеві шляхи у них теж розташовані з іншого боку. Такі особини відомі як «королі равликів».